# Rainer Strecker
Rainer Strecker (* 25. Oktober 1965 in Berlin) ist ein deutscher Schauspieler, Hörbuchsprecher und Schriftsteller.

## Leben
Strecker erhielt seine Schauspielausbildung an der Otto-Falckenberg-Schule in München, die er 1989 abschloss. Erste Engagements führten ihn ab Mitte der 1980er Jahre zum Theater, so beispielsweise 1989 ans Deutsche Schauspielhaus in Hamburg, wo er bis 1994 u. a. in Der Idiot als Mitglied des Ensembles zu sehen war. Neben der Bühnentätigkeit ist er auch in Film und Fernsehen präsent. So spielte er beispielsweise in Reihen wie Bella Block und Tatort oder in der Serie Klemperer – Ein Leben in Deutschland mit. Seit dem Jahr 2000 gehört er als Kommissar Volker Brehm zum Ermittlerteam neben Aglaia Szyszkowitz in der ZDF-Krimireihe Einsatz in Hamburg. 1996 spielte Strecker Hauptkommissar Ingo Fischer in zwei Folgen der Serie Alarm für Cobra 11, wo er im Serientod bereits in der zweiten Folge ausschied. 2019 kehrte Strecker für eine Gastrolle in die Serie zur Folge Endstation zurück.
Strecker arbeitet auch als Hörbuch-Sprecher, wie z. B. für Cornelia Funkes Herr der Diebe sowie ihre Tintenwelt-Trilogie mit den Bänden Tintenherz, Tintenblut und Tintentod; die Audiofassungen platzierten sich allesamt auf der hr2-Hörbuchbestenliste.
Neben seiner Schauspieltätigkeit unterrichtet Strecker, arbeitet als Körpertherapeut und macht Lesungen seiner Hörbücher.
Bis 1998 war er mit Muriel Baumeister verheiratet, mit der er einen gemeinsamen, 1993 geborenen Sohn hat. Strecker lebt in Berlin.

## Filmografie (Auswahl)
- 1985: Westler
- 1988: Linie 1
- 1989: Der Alte (Fernsehserie, #143)
- 1995: Großstadtrevier (Fernsehserie, eine Folge)
- 1995: Bella Block: Liebestod
- 1996, 2019: Alarm für Cobra 11  (Fernsehserie, verschiedene Rollen, 3 Folgen)
- 1996: Tatort: Der Phoenix-Deal (Fernsehreihe)
- 1997: Reise in die Dunkelheit
- 1997: Ärzte: Vollnarkose (Fernsehreihe)
- 1998: Tatort: Brandwunden
- 1998: Der Vogelforscher (Kurzfilm)
- 1999: Klemperer – Ein Leben in Deutschland (Fernsehserie)
- 1999: Tatort: Der Tod fährt Achterbahn
- 2000: Bonhoeffer – Die letzte Stufe
- 2000–2013: Einsatz in Hamburg (Fernsehreihe)
- 2001: Tatort: Der lange Arm des Zufalls
- 2003: Sie haben Knut
- 2003: Rosenstraße
- 2004: Ein Fall für zwei (Fernsehserie, eine Folge)
- 2004: Wilsberg: Tod einer Hostess (Fernsehreihe)
- 2004: Einmal Bulle, immer Bulle (Fernsehserie, Folge ...wie auch in schlechten Tagen)
- 2005: DerDicke/Die Kanzlei (Fernsehserie, Folge Bauernopfer)
- 2006: Tatort: Kunstfehler
- 2006: Tatort: Bienzle und der Tod im Weinberg
- 2008: Stolberg (Fernsehserie, Folge Irrlichter)
- 2012: Ein Fall für zwei (Fernsehserie, eine Folge)
- 2012: Polizeiruf 110: Eine andere Welt (Fernsehreihe)
- 2013: Morden im Norden (Fernsehserie, Folge Der Pudelkaiser)
- 2014: Letzte Spur Berlin (Fernsehserie, eine Folge)
- 2014: Liebe am Fjord – Die Frau am Strand (Fernsehreihe)
- 2015: Tatort: Der Himmel ist ein Platz auf Erden
- 2015: Rettet Raffi!
- 2015, 2025: In aller Freundschaft – Die jungen Ärzte (Fernsehserie, verschiedene Rollen, 2 Folgen)
- 2015: Der Usedom-Krimi: Schandfleck (Fernsehreihe)
- 2016: Nord Nord Mord – Clüver und der tote Koch (Fernsehreihe)
- 2016: Helen Dorn: Gefahr im Verzug (Fernsehreihe)
- 2016, 2019: Notruf Hafenkante (Fernsehserie, verschiedene Rollen, 2 Folgen)
- 2018: SOKO Stuttgart (Fernsehserie, Folge Späte Rache)
- 2018: SOKO Hamburg (Fernsehserie, Folge Gefallener Engel)
- 2019: Joachim Vernau – Totengebet (Fernsehreihe)
- seit 2019: Die Drei von der Müllabfuhr (Fernsehreihe) → siehe Besetzung
- 2019: Beck is back! (Fernsehserie, Folge Endstation)
- 2021: Joachim Vernau – Requiem für einen Freund
- 2021: Jenseits der Spree (Fernsehserie, Folge Tunnelblick)
- 2021: SOKO Leipzig (Fernsehserie, Folge Trautes Heim, Glück allein)
- 2024: WaPo Bodensee (Fernsehserie, Folge Der Pakt)
- 2025: Praxis mit Meerblick – Neun Leben

## Hörbücher (Auswahl)
- Cornelia Funke: Herr der Diebe. Jumbo Neue Medien & Verlag, Hamburg 2002, ISBN 978-3-89592-780-5.
- Cornelia Funke: Kein Keks für Kobolde. Jumbo Neue Medien & Verlag, Hamburg 2004, ISBN 978-3-8337-1174-9.
- Cornelia Funke: Tintenherz. Das Hörbuch, Jumbo Neue Medien & Verlag, Hamburg 2003, ISBN 978-3-89592-931-1.
- Nagib Machfus: Echnaton. Jumbo Neue Medien & Verlag, Hamburg 2004, ISBN 978-3-8337-1159-6.
- Cornelia Funke: Tintenblut. Das Hörbuch, Jumbo Neue Medien & Verlag, Hamburg 2005, ISBN 978-3-8337-1422-1.
- Cornelia Funke: Tintentod. Das Hörbuch, Jumbo Neue Medien & Verlag, Hamburg 2007, ISBN 978-3-8337-1986-8.
- Sadie Jones: Der Außenseiter. Jumbo Neue Medien & Verlag, Hamburg 2008, ISBN 978-3-8337-2246-2.
- Der Joker: gekürzt, ISBN 978-3-83717956-9.
- Derek Landy: Skulduggery Pleasant (1) – Der Gentleman mit der Feuerhand. Gekürzte Lesung, Hörcompany, Hamburg, ISBN 978-3-939375-24-1.
- Derek Landy: Skulduggery Pleasant (2) – Das Groteskerium kehrt zurück. Gekürzte Lesung, Hörcompany, Hamburg 2008, ISBN 978-3-939375-43-2.
- Cornelia Funke: Drachenreiter. Ungekürzte Lesung, Jumbo Neue Medien & Verlag, Hamburg 2009, ISBN 978-3-8337-2397-1.
- Derek Landy: Skulduggery Pleasant (3) – Die Diablerie bittet zum Sterben. Gekürzte Lesung, Hörcompany, Hamburg, ISBN 978-3-939375-64-7.
- Derek Landy: Skulduggery Pleasant (4) – Sabotage im Sanktuarium. Gekürzte Lesung, Hörcompany, Hamburg, ISBN 978-3-939375-89-0.
- Cornelia Funke: Reckless – Steinernes Fleisch. Oetinger, Hamburg 2010, ISBN 978-3-8373-0518-0.
- Gendün Rinpoche: Herzensunterweisungen eines Mahamudra-Meisters. Hörbuch, Norbu Verlag, 2011, ISBN 978-3-940269-07-2.
- Timothee de Fombelle: Vango – Zwischen Himmel und Erde. Hörcompany, Hamburg 2013, ISBN 978-3-942587-50-1.
- Cornelia Funke: Reckless – Lebendige Schatten. Ungekürzte Lesung mit Musik, Oetinger Audio, Hamburg 2012, ISBN 978-3-8373-0638-5.
- Kim Leine: Ewigkeitsfjord. OSTERWOLDaudio, Hamburg 2014, ISBN 978-3-86952-209-8.
- Eoin Colfer: WARP – Der Quantenzauberer. Silberfisch, Hamburg 2014, ISBN 978-3-86742-711-1.
- Eoin Colfer: WARP – Der Klunkerfischer. Silberfisch, Hamburg 2015, ISBN 978-3-86742-731-9.
- Anka Sturm: Der Weltenexpress Silberfisch Hamburg 2018
- Anka Sturm: Der Weltenexpress: Zwischen Licht und Schatten

## Bücher
- Rainer Strecker: Gebrauchsanweisung für Los Angeles. Piper Verlag 2013, ISBN 978-3-492-27631-3.

## Hörspiele
- 2015: Wolfgang Zander: Seltene Erden – Regie: Nikolai von Koslowski (Radio-Tatort – RBB)